# Dongio
Dongio è una frazione di 323 abitanti del comune svizzero di Acquarossa, nel Canton Ticino (distretto di Blenio).

## Storia
Nel 1758 una frana distrusse gran parte dell'abitato; sui luoghi della frana in alcuni scavi archeologici sono stati ritrovati reperti risalenti all'età del ferro.

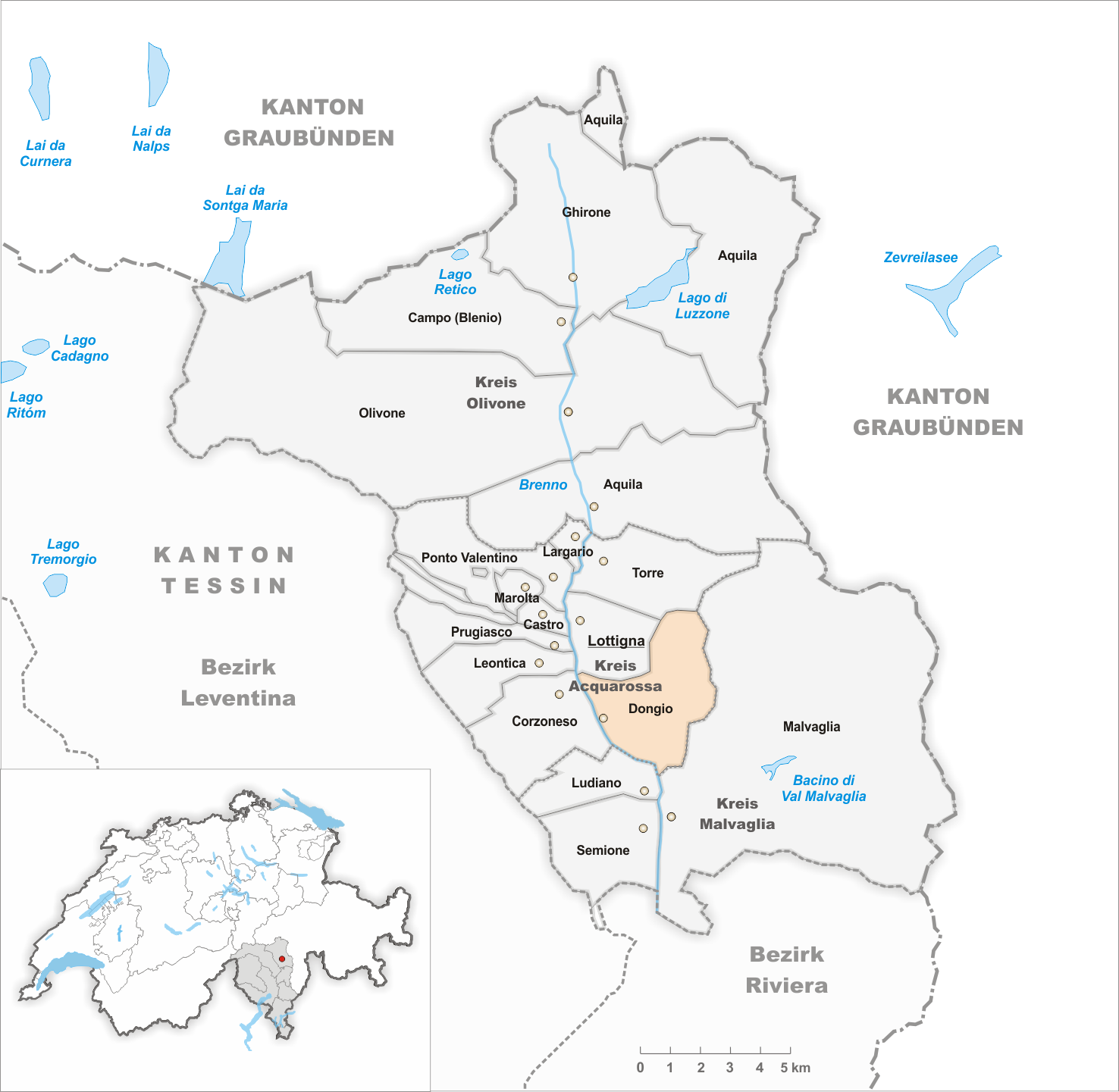
Il territorio del comune di Dongio prima degli accorpamenti comunali del 2004

Nell'inverno 1950-1951, l'abitato di Motto fu raggiunto da una valanga.
Fino al 3 aprile 2004 è stato un comune autonomo che si estendeva per 12,85 km²; il 4 aprile 2004 è stato accorpato agli altri comuni soppressi di Castro, Corzoneso, Largario, Leontica, Lottigna, Marolta, Ponto Valentino e Prugiasco per formare il nuovo comune di Acquarossa.

## Monumenti e luoghi d'interesse
- Chiesa dei Santi Luca e Fiorenzo, attestata nel 1205[1];
- Chiesa di Santa Maria Nascente in località Motto, edificata tra il XVI e il XVII secolo[senza fonte].

## Società

### Evoluzione demografica
L'evoluzione demografica è riportata nella seguente tabella:
Abitanti censiti

## Infrastrutture e trasporti
Dal 1911 al 1973 il comune è stato servito dalla stazione di Dongio della ferrovia Biasca-Acquarossa.

## Amministrazione
Ogni famiglia originaria del luogo fa parte del cosiddetto comune patriziale e ha la responsabilità della manutenzione di ogni bene ricadente all'interno dei confini della frazione.

## Sport

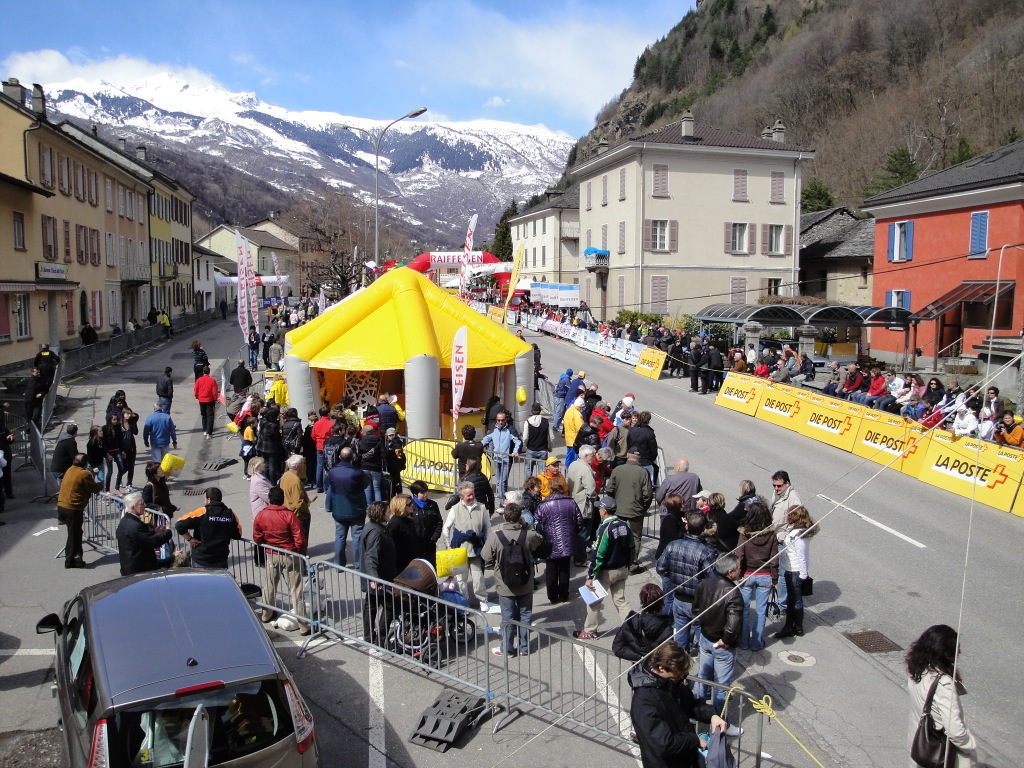
La zona di partenza e di arrivo del Giro Media Blenio 2011

A Dongio si tiene annualmente, nel giorno di Pasquetta, il Giro Media Blenio, una corsa podistica creata nel 1985 per omaggiare Markus Ryffel, vincitore della medaglia d'argento nella gara dei 5000 metri ai Giochi della XXIII Olimpiade di Los Angeles 1984.